# U-48800
U-48800是一种含氮有机氯化合物，化学式C
17H
24Cl
2N
2O，可作为類阿片镇痛药，由Upjohn公司研发  。